# 鄂尔多斯市行政区划
鄂尔多斯市成立于2001年。当年，经中国国务院批准撤消伊克昭盟，成立鄂尔多斯市。

## 历史

### 中华民国时期
民国初年，清廷的政策继续生效，今鄂尔多斯地仍设七旗一厅。

### 中华人民共和国时期
在中华人民共和国成立后1950年，普遍组建了行政政权。1958年10月，50个乡、23个苏木、5个乡级镇改为人民公社。1984年，人民公社改为乡、苏木，大队改为村、嘎查。